# Les Neiges de Grenoble
Pour plus de détails, voir Fiche technique et Distribution.
Les Neiges de Grenoble est le film officiel des Jeux olympiques d'hiver de Grenoble, réalisé par Jacques Ertaud et Jean-Jacques Languepin, sorti en 1968.

## Synopsis
En février 1968, la ville de Grenoble accueille les Xes Jeux olympiques d'hiver dont les épreuves se déroulent également à Autrans, Chamrousse et Alpe d'Huez.

## Fiche technique
- Titre : Les Neiges de Grenoble
- Réalisation : Jacques Ertaud et Jean-Jacques Languepin
- Musique :
- Production : Les Films 13 - ORTF
- Pays d'origine :  France
- Genre : Documentaire
- Durée : 91 minutes
- Date de sortie : France - 27 décembre 1968